# Har Jatwat
Har Jatwat (hebr. הרי יטבת) – grzbiet górski w Dolnej Galilei na północy Izraela.

## Geografia
Pasmo górskie Jatwat rozciąga się z zachodu na wschód na długości około 15 km i szerokości około 3 do 5 km. Oddziela położoną na północy Dolinę Sachnin od Doliny Bejt Netofa w Dolnej Galilei. Pasmo składa się ze wzniesień Har Netofa (526 m n.p.m.), Har Avtaljon (424 m n.p.m.), Har HaAchim (521 m n.p.m.), Har Morsan (406 m n.p.m.), Har HaSz’avi (534 m n.p.m.) i Har Acmon (547 m n.p.m.). Na zachodzie kończy się na Giwat Sachnit (321 m n.p.m.). Wzgórza są mocno zalesione. Ze wzgórz spływają oiczne strumienie. W kierunku zachodnim spływają Neiel, Segew, Kavul, Tamra i Szchanja. Na północ spływają Avid, Morsan, Hanina i Hanna. Na południe spływa Jodfat i Evlajim.
W rejonie wzgórz znajduje się miejscowości Sza’ab, Kaukab Abu al-Hidża, moszawy Jodfat i Ja’ad, kibuc Jachad, oraz wioski Koranit, Szechanija, Manof, Rakefet, Segew, Moreszet, Awtaljon i Hararit.

## Historia
Podczas wojny żydowsko-rzymskiej w 67 roku doszło tutaj do oblężenia Jotopaty.

## Transport
Przez góry Jatwat z zachodu na wschód przebiega droga nr 7955.